# جورج أوهانلون
جورج أوهانلون (بالإنجليزية: George O'Hanlon)‏ هو كاتب سيناريو وكاتب ومخرج وممثل أمريكي، ولد في 23 نوفمبر 1912 في الولايات المتحدة، وتوفي في 11 فبراير 1989 بلوس أنجلوس في الولايات المتحدة بسبب سكتة.

## أعمال

### أفلام
- (1947) الباعة المتجولون
- (1976) روكي[4][5][6]

## وصلات خارجية
- جورج أوهانلون على موقع IMDb (الإنجليزية)
- جورج أوهانلون على موقع ألو سيني (الفرنسية)
- جورج أوهانلون على موقع أول موفي (الإنجليزية)
- جورج أوهانلون على موقع قاعدة بيانات الأفلام السويدية (السويدية)
- جورج أوهانلون على موقع قاعدة بيانات الفيلم (الإنجليزية)
- جورج أوهانلون على موقع كينوبويسك (الروسية)